# Calolisianthus amplissimus
Calolisianthus amplissimus är en gentianaväxtart som beskrevs av Ernest Friedrich Gilg. Calolisianthus amplissimus ingår i släktet Calolisianthus och familjen gentianaväxter. Inga underarter finns listade i Catalogue of Life.